# شکنجه مهبل

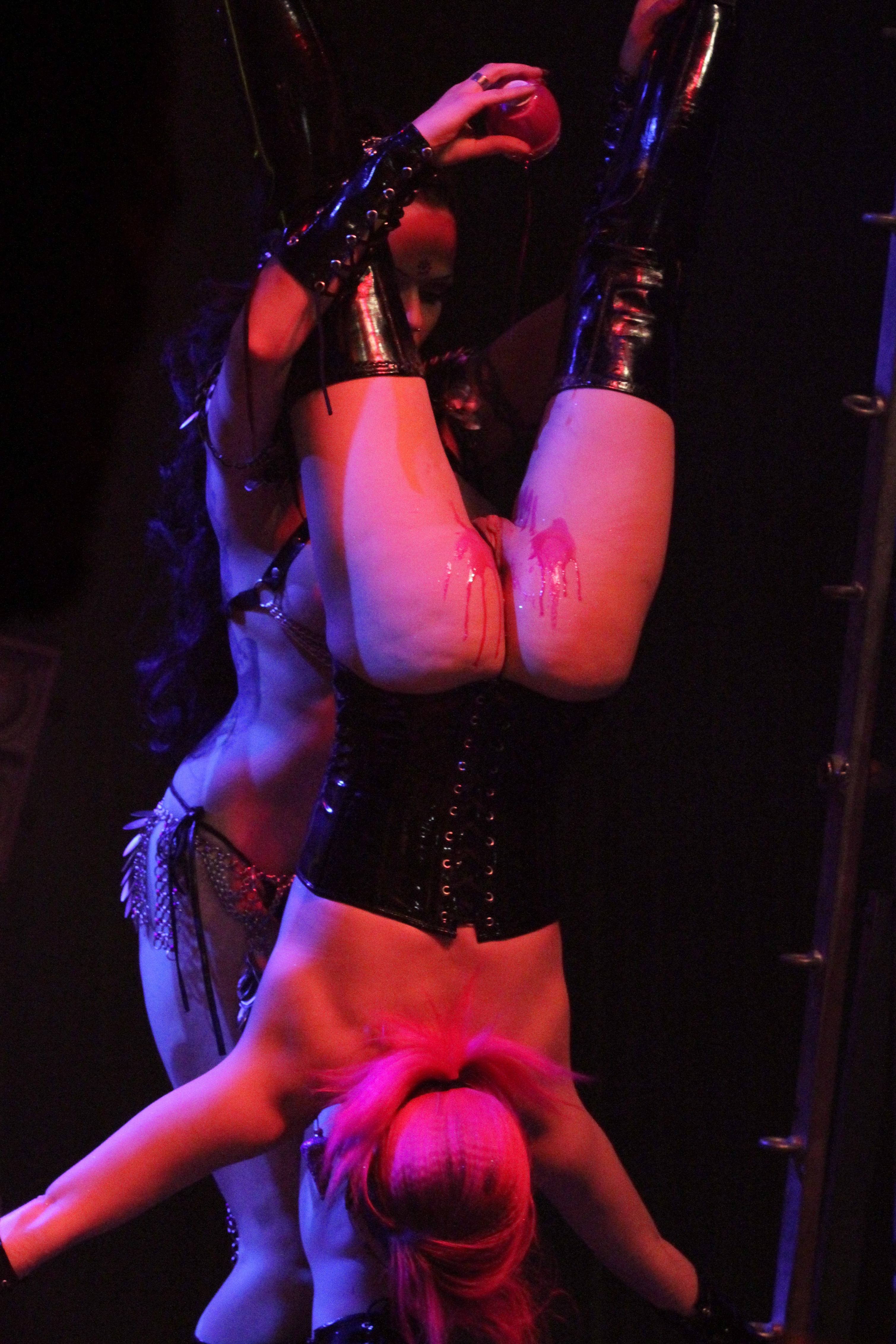
ریختن اشک شمع داغ روی دستگاه تناسلی یک زن برهنه آویزان که وارونه بسته شده در هنگام اجرای نمایش عمومی در جشنواره موسیقی Wave-Gotik-Treffen، آلمان، ۲۰۱۴.

شکنجه مهبل که به عنوان شکنجه واژن نیز شناخته می‌شود، یک فعالیت جنسی در بی دی س ام است که شامل اعمال درد یا فشار بر روی فرج یا واژن، است، این عمل معمولاً در رفتارهای مرتبط با سادومازوخیسم استفاده می‌شود.
روش‌های مورد استفاده عموماً شامل:
- شمع بازی
- چوب زنی
- فشار دادن
- تحریک جنسی برقی
- سوراخ کاری اندام جنسی (به عنوان مثال، استفاده از سوزن)
- ایجاد حس سوزش (مثل قرار دادن زنجبیل در واژن) با استفاده از گیره
- استفاده از گیره رخت متصل بر لبه‌ها
- با استفاده از اسپکولوم «نگهدارنده واژن»
- استفاده از قلاب طناب
- اتصال وزنه به لبها
- قرار دادن اشیاء در واژن (به عنوان مثال، یک دیلدو یا قلاب فرج یا همان واژن دختران)
- قرار دادن یک دست در واژن (مشت زدن)
- استفاده از دستگاه جنسی
- شلیک دوش آب روی دستگاه تناسلی
- ارگاسم اجباری با استفاده از دستگاه‌هایی مانند ویبراتور یا توپ P.A
- تزریق به رگ پایین واژن
- تزریق آب به واژن
- باد کش کردن واژن
- شیاف زنی در واژن
- نشستن طولانی بر روی یک اسب چوبی یا یک سیبیان

شکنجه واژن در بی دی اس ام با گرفتن رضایت فرد مفعول انجام می‌شود. فرد مفعولی ممکن است برای رسیدن خودش به لذت، یا رضایت بخشیدن به فرد غالب سادیستی خود یا هر دویشان، اقدام به انجام این اعمال کند. فرد سلطه گری که در اجرای شکنجه واژن بر شریک مطیعش شرکت می‌کند می‌تواند از هر جنسیتی باشد. بیشتر این روشها خطرات قابل توجهی برای سلامتی دارند و باید در استفاده از آنها احتیاط کافی لحاظ شود.

## نگارخانه

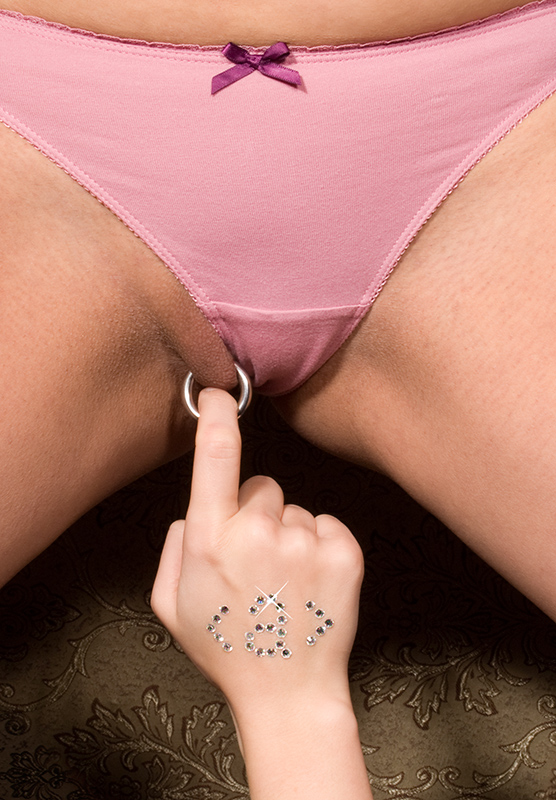
کشیدن یک حلقه پرسینگ لبه
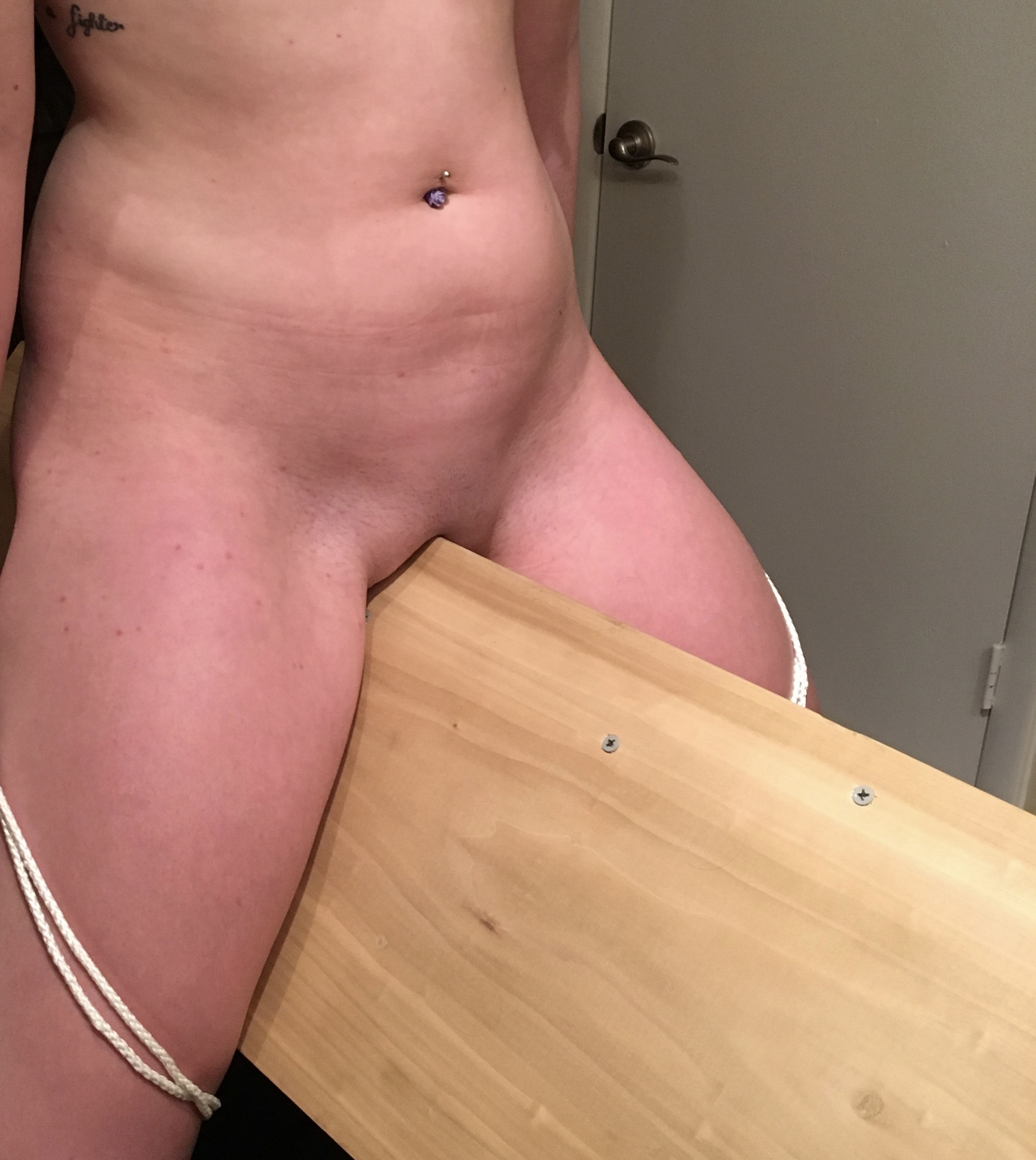
زن برهنه که روی اسب چوبی نشسته است
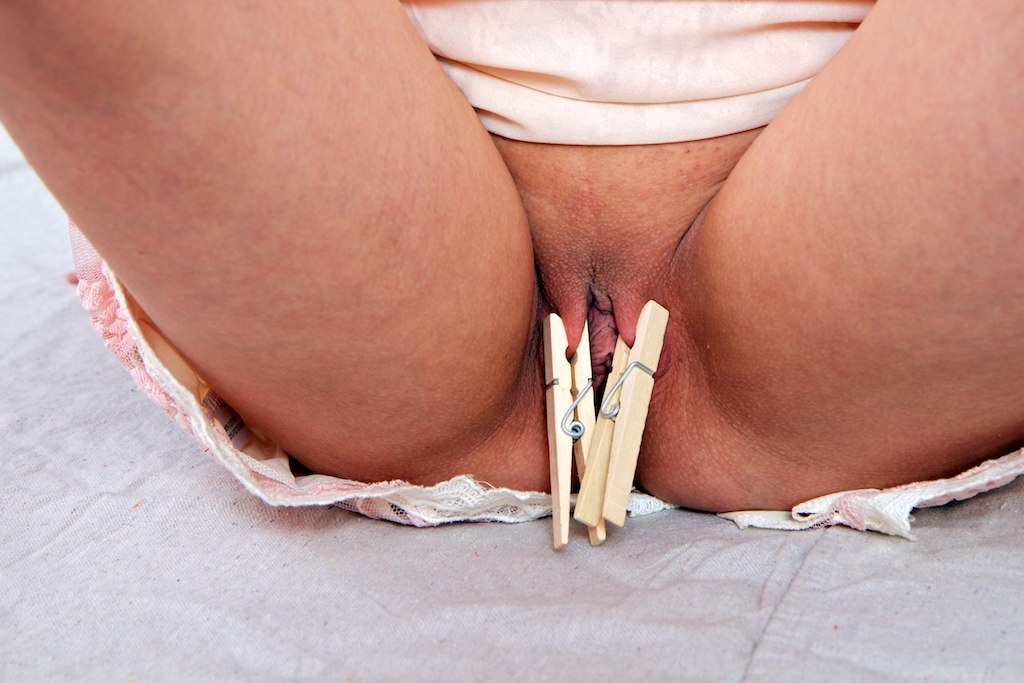
گیره رخت‌هایی که بر روی لبه های واژن دختر برده جنسی استفاده می‌شود
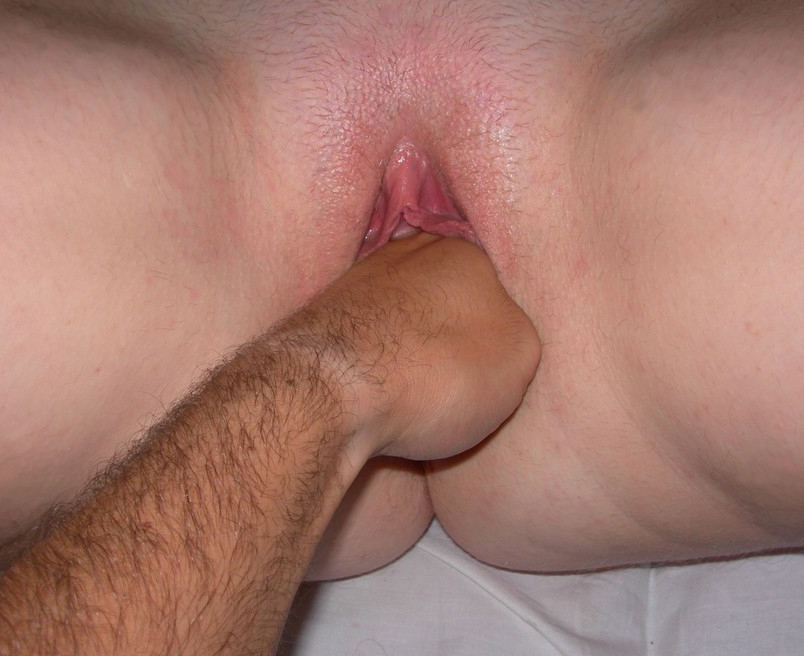
مشت کردن یک زن
تحریک مجرای ادرار دختران

## برای مطالعهٔ بیشتر
- Diana Leigh. "Cunt Torture Class". Eros Guide Ezine. San Francisco. Archived from the original on 2 September 2017. Retrieved 1 September 2017.